# Aserbaidschan-Manat
Der Aserbaidschan-Manat (aserbaidschanisch Azərbaycan Manatı) oder kurz Manat ist die Währung Aserbaidschans.
1 Manat ist unterteilt in 100 Qəpik (nach alter Transkription aus dem Kyrillischen Gepik). Die Währung wurde 1992 eingeführt und existierte zunächst parallel zu dem aus der Sowjetzeit übernommenen Rubel. Anfang 1994 wurde der Manat alleinige Landeswährung. Ortsübliche Abkürzung für den Manat ist auch A.M.
Aufgrund der angestiegenen Inflation wurde am 1. Januar 2006 der alte Manat (ISO-Code AZM) durch den neuen Manat (ISO-Code AZN, 1 neuer Manat = 5000 alte Manat) ersetzt. Die neuen Banknoten und Münzen wurden von Robert Kalina, dem Designer der Eurobanknoten, gestaltet. Das neue Zeichen für den Manat, „“, ein symbolisches M, ähnelt einem um 90 Grad nach rechts gekippten Eurozeichen. Es wurde im Juni 2014 in den Unicode-Standard an Position U+20BC (₼) aufgenommen.
Banknoten für den alten Manat gab es in folgender Stückelung: 1, 5, 10, 50, 100, 250, 500, 1000, 10.000, 50.000 Manat. Münzen gab es zu 5, 10, 20 und 50 Qəpik.
Für den neuen Manat gibt es Münzen zu 1, 3, 5, 10, 20 und 50 Qəpik, wobei letztere eine Bimetallmünze ähnlich der 2-Euro-Münze ist, sowie Banknoten zu 1, 5, 10, 20, 50, 100 und 200 Manat.
Eine neue 200-Manat-Note wurde im Mai 2018 im Umlauf gebracht, ein 500er 2021. Gedruckt wird diese von Giesecke und Devrient in Deutschland.

## Münzen (seit 2006)

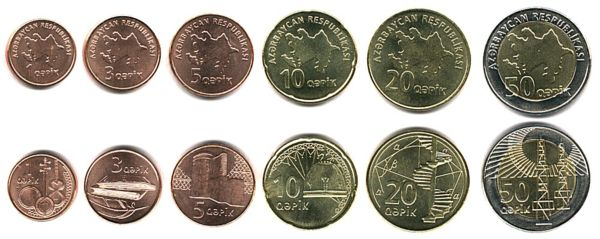
1, 3, 5, 10, 20 und 50 Qəpik

## Abbildungen Banknoten (seit 2006)
Ausgaben der Noten der “Azərbaycan Milli Bankı” und Azərbaycan Mərkəzi Bankı
|  |                            |
|  |                            |
|  |                            |
|  |                            |
|  |                            |
|  |                            |
|  |                            |
|  | Rückseite 200-Manat-Schein |
|  |                            |

Die Noten zu 1, 5 und 100 Manat gibt es inzwischen mit einem neuen Banknamen (Azərbaycan Mərkəzi Bankı).

## Abbildungen Banknoten (1992–2006)
|  |  |
|  |  |
|  |  |
|  |  |
|  |  |
|  |  |
|  |  |
|  |  |
|  |  |